# Nils Brännström
Nils Anton Brännström (i riksdagen kallad Brännström i Burträsk), född 1 december 1877 i Burträsk, död där 11 juli 1965, var en svensk lantbrukare och politiker (folkpartist). Han var bror till lantbrukaren och riksdagsmannen Ludwig Brännström.
Nils Brännström, som kom från en bondesläkt, var lantbrukare i Ljusvattnet i Burträsks socken, där han också var kommunalfullmäktiges ordförande 1919–1922 och 1928–1932. Han var även ordförande i förvaltningsutskottet för Västerbottens läns landsting 1933–1935. Vid sidan av sitt politiska arbete var han även aktiv i IOGT.
Han var riksdagsledamot i andra kammaren för Västerbottens läns valkrets från den 14 februari 1935 till 1936 års utgång. I riksdagen var han ledamot av andra kammarens fjärde tillfälliga utskott 1936. Han engagerade sig främst i jordbruksfrågor. Nils Brännström är gravsatt på Burträsks kyrkogård.